# Testa Volante

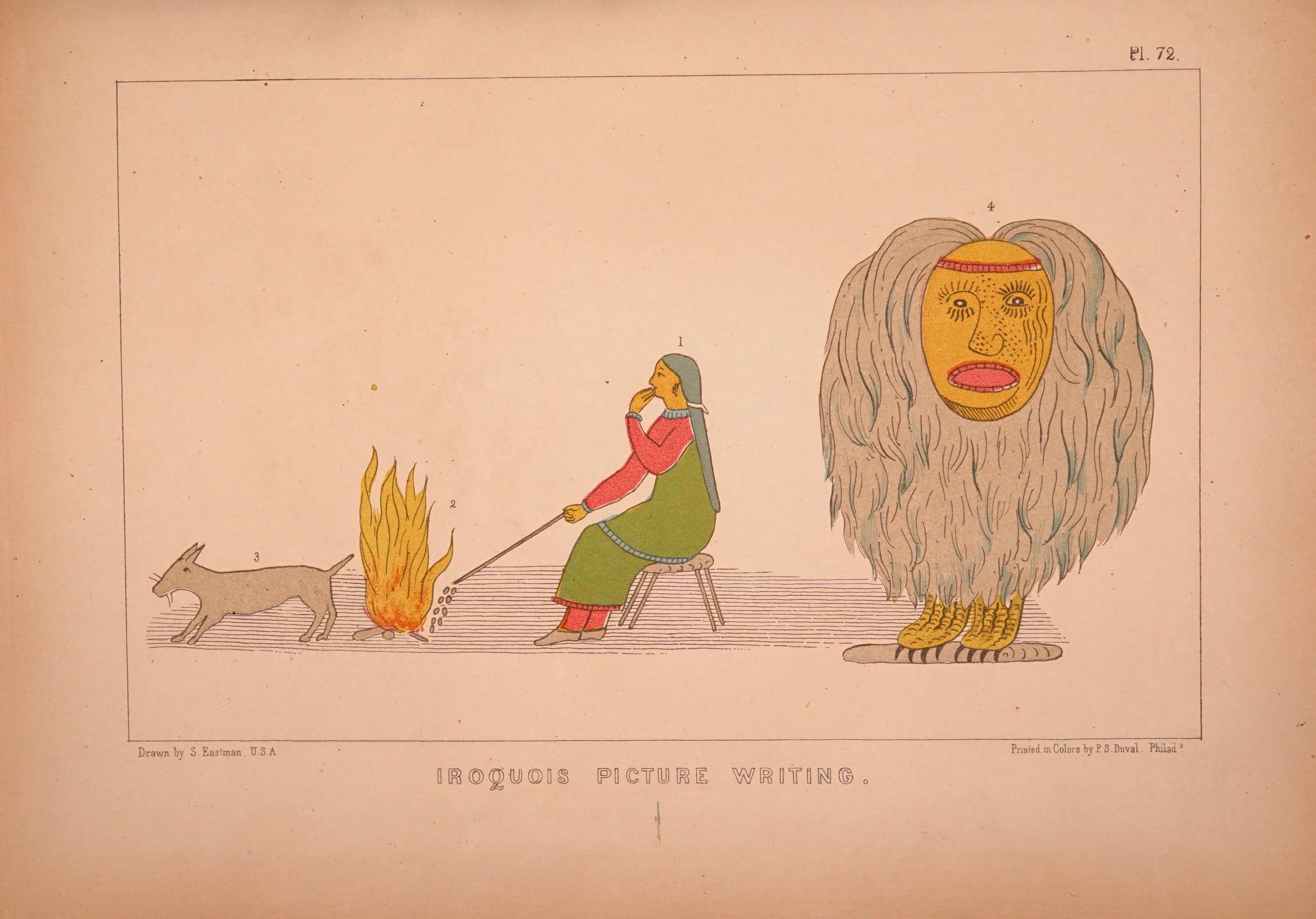
Illustrazione irochese di una donna spaventata da una Testa Volante

La Testa Volante (detta anche Grossa Testa o Grande Testa) è uno spirito cannibalistico della mitologia Irochese e della religione Wyandot.

## Descrizione e attributi comuni
Secondo la mitologia degli Irochesi e dei Wyandot, le Teste Volanti sono degli spiriti malvagi da una fame insaziabile. L'aspetto fisico, sebbene vari di racconto in racconto, è generalmente descritto come somigliante a una testa umana con lunghi capelli scuri, "occhi terribili" e una grande bocca piena di zanne affilate come rasoi. In alcune versioni, tali creature avrebbero anche un paio di ali di pipistrello (o di volatile) che sporgono da ciascun lato delle guance e artigli simili a quelli degli uccelli. Hanno dimensioni ragguardevoli, superando quelle dell'altezza più grande di un essere umano, e sono dotate di una pelle che nessuna arma può penetrare.
Alcuni nomi con cui è indicata una Testa Volante sono Kanontsistóntie's, Kunenhrayenhnenh, Kwennenhrayenhnen, Konearaunehneh, Unenhrayenhnenh, Ko-nea-rau-neh-neh, Ro-nea-rau-yeh-ne, Dagwanoeient, Dagwanoenyent, Dagwanoenyent gowa, Daqqanoenyent e Dagwûn'noyaênt.

## Origini
Secondo il folklore, la Testa Volante fece fuggire gli originari abitanti nativi che vivevano nell'area dello stato di New York vicino alla sorgente del fiume Hudson, nei monti Adirondack, lontano dai loro terreni di caccia prima dell'arrivo degli europei. All'inizio del diciannovesimo secolo, una guida Mohawk della città di Lake Pleasant, che si faceva chiamare Capitano Gill, affermò che il luogo in cui ebbe luogo la leggenda era il lago Sacandaga, dove risiedeva una tribù il cui nome andò perso e che avrebbe inventato la leggenda della Testa Volante, che spaventò a tal punto i villaggi vicini che questi si tennero per molti anni lontani dai suoi territori. La collina dove si trovava il villaggio della tribù sconosciuta venne considerata maledetta. Tre diversi hotel furono costruiti sul sito sacro e tutti e tre ebbero vita breve e furono misteriosamente rasi al suolo.